# Nazionale maschile di calcio a 5 del Paraguay
La nazionale di calcio a 5 del Paraguay è, in senso generale, una qualsiasi delle selezioni nazionali di Calcio a 5 della Asociación Paraguaya de Fútbol che rappresentano il Paraguay nelle varie competizioni ufficiali o amichevoli riservate a squadre nazionali organizzati dalla FIFA.

## Storia
Dalla sua costituzione, avvenuta in occasione del FIFA Futsal Tournament del settembre 1987, la selezione FIFA del Paraguay ha ottenuto buoni risultati in ambito sudamericano, perdendo tuttavia per tre volte la finale continentale: nel 1998 e nel 1999, entrambe a Joinville, e nell'edizione del 2015 in Ecuador. La selezione guaranì ha esordito nella Coppa del Mondo fin dalla prima edizione del 1989, nella quale è stata eliminata al primo turno. Nelle edizioni del 1996 e del 2000 ha mancato la qualificazione. Come migliore traguardo finora raggiunto, il Paraguay ha disputato i quarti di finale nel 2016, persi contro l'Iran per 3-4 dopo i tempi supplementari.

## Risultati nelle competizioni internazionali

### Campionato mondiale
| Anno   | Luogo         | Piazzamento      | Pd | V  | N | P  | GF  | GS  |
| ------ | ------------- | ---------------- | -- | -- | - | -- | --- | --- |
| 1989   | Paesi Bassi   | 2º turno         | 6  | 2  | 2 | 2  | 14  | 14  |
| 1992   | Hong Kong     | 1º turno         | 3  | 1  | 0 | 2  | 14  | 18  |
| 1996   | Spagna        | Non qualificata  | -  | -  | - | -  | -   | -   |
| 2000   | Guatemala     | Non qualificata  | -  | -  | - | -  | -   | -   |
| 2004   | Taipei cinese | 1º turno         | 3  | 1  | 0 | 2  | 8   | 11  |
| 2008   | Brasile       | 2º turno         | 7  | 3  | 1 | 3  | 27  | 17  |
| 2012   | Thailandia    | Ottavi di finale | 4  | 1  | 1 | 2  | 10  | 15  |
| 2016   | Colombia      | Quarti di finale | 5  | 2  | 1 | 2  | 20  | 13  |
| 2021   | Lituania      | Ottavi di finale | 4  | 2  | 0 | 2  | 7   | 12  |
| 2024   | Uzbekistan    | Quarti di finale | 5  | 3  | 0 | 2  | 15  | 11  |
| Totale |               | 8/10             | 37 | 15 | 5 | 17 | 115 | 111 |

### Copa América
| Anno   | Luogo     | Piazzamento | Pd | V  | N | P  | GF  | GS  |
| ------ | --------- | ----------- | -- | -- | - | -- | --- | --- |
| 1992   | Brasile   | 3º posto    | 3  | 0  | 2 | 1  | 6   | 7   |
| 1995   | Brasile   | 4º posto    | 3  | 0  | 0 | 3  | 8   | 16  |
| 1996   | Brasile   | 4º posto    | 4  | 1  | 0 | 3  | 14  | 12  |
| 1997   | Brasile   | 3º posto    | 3  | 1  | 0 | 2  | 7   | 13  |
| 1998   | Brasile   | 2º posto    | 4  | 2  | 0 | 2  | 9   | 20  |
| 1999   | Brasile   | 2º posto    | 4  | 2  | 0 | 2  | 16  | 26  |
| 2000   | Brasile   | 1º turno    | 2  | 0  | 0 | 2  | 9   | 11  |
| 2003   | Paraguay  | 3º posto    | 6  | 4  | 1 | 1  | 39  | 18  |
| 2008   | Uruguay   | 4º posto    | 4  | 2  | 0 | 2  | 15  | 7   |
| 2011   | Argentina | 3º posto    | 6  | 4  | 0 | 2  | 17  | 14  |
| 2015   | Ecuador   | 2º posto    | 6  | 4  | 1 | 1  | 24  | 12  |
| 2017   | Argentina | 3º posto    | 6  | 3  | 1 | 2  | 24  | 21  |
| 2022   | Paraguay  | 2º posto    | 6  | 4  | 1 | 1  | 20  | 10  |
| 2024   | Paraguay  | 4º posto    | 6  | 2  | 2 | 2  | 9   | 8   |
| Totale |           | 14/14       | 63 | 31 | 8 | 26 | 217 | 195 |

## Rosa
Aggiornata alla Coppa del Mondo 2021

Allenatore:  Carlos Chilavert
| N. | Pos. | Giocatore           | Data di nascita/Età         | Squadra           |
| -- | ---- | ------------------- | --------------------------- | ----------------- |
| 1  | POR  | Carlos Espínola     | 6 aprile 1981 (40 anni)     | Sport Colonial    |
| 2  | PIV  | Diego Poggi         | 17 settembre 1998 (22 anni) | Sport Colonial    |
| 3  | DIF  | Julio Mareco        | 4 settembre 1994 (27 anni)  | Sport Colonial    |
| 4  | PIV  | Alcides Giménez     | 14 novembre 2000 (20 anni)  | Cerro Porteño     |
| 5  | DIF  | Juan Pedrozo        | 30 marzo 1992 (29 anni)     | Afemec            |
| 6  | PIV  | Richard Rejala      | 5 febbraio 1994 (27 anni)   | Cerro Porteño     |
| 7  | LAT  | Javier Adolfo Salas | 22 settembre 1993 (27 anni) | Italservice       |
| 8  | PIV  | Arnaldo Baez        | 30 marzo 1996 (25 anni)     | Cerro Porteño     |
| 9  | LAT  | Hugo Martínez       | 12 gennaio 1993 (28 anni)   | Cerro Porteño     |
| 10 | LAT  | Juan Adrián Salas   | 20 ottobre 1990 (30 anni)   | Real San Giuseppe |
| 11 | LAT  | Francisco Martínez  | 12 gennaio 1993 (28 anni)   | Cerro Porteño     |
| 12 | POR  | Gabriel Giménez     | 29 maggio 1984 (37 anni)    | Villa Hayes       |
| 13 | DIF  | Alan Rojas          | 20 ottobre 1998 (22 anni)   | Cerro Porteño     |
| 14 | PIV  | Pedro Pascottini    | 30 novembre 1998 (22 anni)  | Villa Hayes       |
| 15 | PIV  | Jorge Espinoza      | 22 novembre 1993 (27 anni)  | Cerro Porteño     |
| 16 | POR  | Giovanni Gonzalez   | 5 maggio 1995 (26 anni)     | Cerro Porteño     |

## Tutte le rose

### Campionato mondiale
Coppa del Mondo di calcio a 5 FIFA 19891 Pablo Benítez, 2 Adolfo Jara, 3 Luis Jara, 4 Juan Peralta, 5 Mario Ruiz-Díaz, 6 Víctor López, 7 Miguel Ángel Martínez, 8 José Sánchez, 9 Luis Flor, 10 Omar Espineda, 11 Francisco Alcaraz, 12 Francisco Ibarrola, 13 Francisco Solano, CT: Lourenço García
Coppa del Mondo di calcio a 5 FIFA 19921 Guillermo Silva, 2 Pedro Franco, 3 Carlos Peralta, 4 Felipe Ocampos, 5 Juan Montiel, 6 Jorge Giménez, 7 Juan Coronel, 8 Víctor López, 9 Ramón Carosini, 10 Tomás Bobadilla, 11 Jhons Saucedo, 12 Luis Villamayor, CT: Joel Villalba
Coppa del Mondo di calcio a 5 FIFA 20041 Cristhian Acuña, 2 Enmanuel Ayala, 3 Fabio Alcaraz, 4 Gabriel Ayala, 5 Carlos Chilavert, 6 Hebert Giménez, 7 Óscar Velázquez, 8 Sergio Araujo, 9 Carlos Alberto Villalba, 10 Walter Villalba, 11 José Rotella, 12 Marcos Miranda, 13 Alberto Benítez, 14 René Villalba, CT: Adolfo Ruiz-Díaz
Coppa del Mondo di calcio a 5 FIFA 20081 Mario Gazolli, 2 Óscar Jara, 3 Fabio Alcaraz, 4 Rodolfo Román, 5 Carlos Chilavert, 6 José Luis Santander, 7 Óscar Velázquez, 8 José Rotella, 9 Robson Fernández, 10 Walter Villalba, 11 Horacio Osorio, 12 Carlos Espínola, 13 Pedro Ortíz, 14 René Villalba, CT: Rubén Subeldía
Coppa del Mondo di calcio a 5 FIFA 20121 Carlos Espínola, 2 Enmanuel Ayala, 3 Fabio Alcaraz, 4 Gabriel Ayala, 5 José Luis Santander, 6 Javier Salas, 7 Óscar Velázquez, 8 Nelson Lezcano, 9 Juan Salas, 10 Walter Villalba, 11 Luis Molinas, 12 Marcos Benítez, 13 Gabriel Giménez, 14 René Villalba, CT: Ferretti
Coppa del Mondo di calcio a 5 FIFA 20161 Carlos Espínola, 2 Enmanuel Ayala, 3 Juan Pedrozo, 4 Gabriel Ayala, 5 José Luis Santander, 6 Richard Rejala, 7 Javier Salas, 8 Juan Morel, 9 Hugo Martínez, 10 Juan Salas, 11 Francisco Martínez, 12 Gabriel Gimenez, 13 Enrique Franco, 14 René Villalba, CT: Carlos Chilavert

### Copa América
Copa América 20081 Carlos Brites, 2 Rodolfo Román, 3 Fabio Alcaraz, 4 Rodrigo Ayala, 5 Carlos Chilavert, 6 José Luis Santander, 7 Óscar Velázquez, 8 Óscar Jara, 9 Juan Salas, 10 Walter Villalba, 11 Marcos Benítez, 12 Carlos Espínola, 13 Horacio Osorio, 14 René Villalba, CT: Adolfo Ruiz-Díaz
Copa América 20151 Carlos Espínola, 2 Enmanuel Ayala, 3 Fabio Alcaraz, 4 Gabriel Ayala, 5 Richard Rejala, 6 José Luis Santander, 7 Juan Salas, 8 Hugo Martínez, 9 Juan Pedrozo, 10 René Villalba, 11 Francisco Martínez, 12 Gabriel Giménez, 13 Nicolás Zaffe, 14 Magno Pereira, CT: Carlos Chilavert
Copa América 20171 Carlos Espínola, 2 Joel Recalde, 3 Juan Pedrozo, 4 Iván Brítez, 5 Wilson Veiga Neto, 6 Richard Rejala, 7 Javier Salas, 8 Juan Morel, 9 Hugo Martínez, 10 Juan Salas, 11 Francisco Martínez, 12 Gabriel Giménez, 13 Fernando De los Santos, 14 Moisés Adorno, CT: Carlos Chilavert